# Nosta Group
Die Nosta Group (Eigenschreibweise NOSTA Group) ist ein international agierender, inhabergeführter Full-Service-Logistikdienstleister mit Hauptsitz in Osnabrück.
Gegründet im Jahr 1978 von Andrea und Thomas Gallenkamp, beschäftigt die Nosta Group heute über 800 Mitarbeitende an mehr als 40 Standorten in Europa. Das Dienstleistungsspektrum des familiengeführten Unternehmens gliedert sich in die Bereiche Straßengüterverkehr, Seefracht, Luftfracht, Schienengüterverkehr, Kontraktlogistik, Logistikberatung und eCommerce.

## Geschichte
Am 15. Februar 1978 gründeten die Eheleute Andrea und Thomas Gallenkamp die damalige Nosta-Transport GmbH in Osnabrück. Thomas Gallenkamp entstammt als Enkel von Gerhard Schoeller der Familie Schoeller. Er war Gesellschafter der Papierfabrik Felix Schoeller, die zu den ersten Kunden von Nosta zählte. Nachdem sich das Speditionsunternehmen vorrangig mit der Abwicklung von nationalen Lkw-Transporten am Markt befasst hatte, ging mit der Wende 1990 ein Ausbau des Niederlassungsnetzwerks im nicht mehr geteilten Deutschland einher.
Nach dem Mauerfall siedelte sich der Logistikdienstleister mit der eigens gegründeten Nosta Logistik GmbH in Hettstedt, Sachsen-Anhalt, an. Der Standort stellte die Hauptverwaltung für das Geschäft in den neuen Bundesländern und die Zentrale für das Logistikgeschäft in Osteuropa dar. Auch im Westen Deutschlands breitete sich das Netzwerk der Nosta Transport GmbH durch Kooperationsschließungen mit verschiedenen Großkunden aus.
1994 errichtete die Nosta-Transport GmbH in Lengerich den ersten eigenen Lagerstandort. Mit Lagern in Borghorst und Ladbergen weitete das Unternehmen seine Lageraktivitäten in den nachfolgenden Jahren weiter aus. Es folgten die Eröffnung eines Lagerstandorts in Stadthagen (2006), der Bau eines Eigenlagers in Siebenlehn (2008) sowie die umfangreiche Erweiterung des Lagerstandorts Ladbergen zu einem Multi-User-Logistikzentrum (2015, 2019).
Durch die Übernahme der hanseatischen Spedition Bombach am 1. Mai 2001, die spätere Nosta Sea & Air GmbH, trat das Unternehmen stärker in das internationale See- und Luftfrachtgeschäft ein. Mit der Gründung der Nosta Cargo GmbH setzte man ab 2007 zudem auf die eigenständige Fuhrparkbetreuung und -disposition. Diese Gesellschaft ist inzwischen in der Nosta Logistics GmbH aufgegangen.
Im Jahr 2009 begannen die Aktivitäten im Bereich des kombinierten Verkehrs. Über das am 1. Mai 2009 am Osnabrücker Hafen eingerichtete KV-Terminal wickelt das Logistikunternehmen seither Ganzzugverbindungen zu Seehäfen, logistischen Drehkreuzen und zentralen Umschlagplätzen ab.
Der internationale Fokus des Unternehmens wurde mit der Umbenennung der Unternehmensgruppe in Nosta Group im Jahr 2014 deutlich. Zudem wurden ab diesem Zeitpunkt Landesgesellschaften außerhalb Deutschlands gegründet. So ist die polnische Nosta Logistik Sp. z o.o. mit Niederlassungen in Słubice, Sopot, Warschau und Wrocław bereits seit Mai 2014 eine eigenständige Organisation innerhalb der Unternehmensgruppe.
Zum 1. Januar 2017 übernahm Nicolas Gallenkamp die Position als alleiniger Geschäftsführer und löste damit seine Mutter Andrea Gallenkamp ab, die das Unternehmen fast 40 Jahre lang an der Spitze geleitet hatte.
Die 2019 gestartete Nosta Logistics B.V. mit Sitz in Rotterdam und Niederlassungen in Amsterdam und Venlo ist ebenfalls als eigenständige Gesellschaft Teil der Unternehmensgruppe.
Im Jahr 2023 wurde durch die Gründung der Nosta Logistics S.R.L in Rumänien die Internationalisierungsstrategie der Unternehmensgruppe erweitert. Hauptsitz der Landesgesellschaft ist Cluj-Napoca.

## Unternehmensstruktur
Unter dem Dach der Nosta Holding GmbH werden alle Landes- und Produktgesellschaften der Nosta Group geführt. Die strategische Steuerung des Unternehmens wird von einem Management Board übernommen: Dieses setzt sich aus Nicolas Gallenkamp (CEO), Marcus Thoben, Florian Körner, Markus Dodt und Christian Böttcher als Geschäftsführern der Nosta Holding GmbH zusammen.
Die Aktivitäten der Landes- und Produktgesellschaften der Unternehmensgruppe werden von eigenständigen Geschäftsführerinnen und Geschäftsführern gesteuert.

## Geschäftsbereiche
Die Nosta Group besteht in Deutschland neben der Dachgesellschaft Nosta Holding GmbH aus insgesamt vier weiteren Gesellschaften. Hinzu kommen internationalen Gesellschaften in den Niederlanden, Polen und Rumänien, die jeweils von eigenständigen Geschäftsführungen geleitet werden. Während die einzelnen Gesellschaften in Deutschland bestimmte Geschäftsbereiche abbilden, vereinen die internationalen Gesellschaften alle Logistik-Dienstleistungen unter einem Dach.

### Deutsche Gesellschaften

#### Nosta Logistics GmbH
Die Nosta Logistics GmbH umfasst in Deutschland die Geschäftsbereiche Straßengüterverkehr, Kontraktlogistik und eCommerce. Außerdem werden über diese Gesellschaft die gruppenweiten Vertriebsaktivitäten koordiniert. Geleitet wird die Gesellschaft von CEO Andreas Wolke-Hanenkamp.

#### Straßengüterverkehr
In diesem Geschäftsbereich widmet sich die Nosta Group dem europaweiten Transportmanagement im Straßengüterverkehr. Ein Fuhrpark aus 50 eigenen Lkw steht für die Durchführung von Ladungsverkehren in Deutschland und dem europäischen Ausland zur Verfügung. Der Fuhrpark wird durch 400 Fahrzeuge von nationalen und internationalen Partnern ergänzt. 
Neben der Abwicklung von Teil- und Komplettladungsverkehren werden hier zudem Expresslieferungen, Großraum-, Schwer- und Spezialtransporte sowie Leistungen im Bereich der Aktions- und Handelslogistik angeboten.

#### Kontraktlogistik
Der Geschäftsbereich Kontraktlogistik vereint Warehousing und Value Added Services miteinander. Zentral dafür sind die zehn Lagerstandorte der Nosta Group, die entweder als Individuallösungen für Kunden angelegt sind oder als Multi-User-Standorte betrieben werden. Bundesweit verfügt das Unternehmen über eine Gesamtlagerfläche von 250.000 m².

#### eCommerce
Die Nosta Group ist im Bereich eCommerce auch in der Logistik speziell für den Onlinehandel präsent. Neben Dienstleistungen aus dem Bereich Warehousing betreibt die Nosta Group hier auch Retourenmanagement und bietet Mehrwertdienstleistungen an.

#### Nosta Rail GmbH
Die Nosta Rail GmbH bündelt alle Leistungen der Nosta Group im Bereich des Kombinierten Verkehrs und wird von Rüdiger Tepe geführt. Durch die Kombination der Verkehrsträger Bahn und Lkw realisiert das Unternehmen besonders wirtschaftliche und umweltfreundliche Verkehre.
Am Osnabrücker Hafen befindet sich das KV-Terminal der Nosta Group, welches gemeinsam mit weiteren Logistikunternehmen der Osnabrücker Region und den örtlichen Stadtwerken betrieben wird. Das Terminal umfasst ca. 630 Meter Gleisanlagen und eine Freifläche von 8.000 m².
Damit bietet das Gelände die richtigen Voraussetzungen für das Handling und die Lagerung von Containern. Die Nosta Rail GmbH gewährleistet dort mithilfe eigener Reachstacker den Umschlag von Schiene und Straße sowie die Be- und Entladung von Ganzzügen, die zu Depots, zentralen Umschlagplätzen und internationalen Seehäfen verkehren.

#### Nosta Sea & Air GmbH
Gemeinsam mit den internationalen Landesgesellschaften bietet die Nosta Sea & Air GmbH logistische Dienstleistungen im Bereich Seefracht und Luftfracht an. Dazu zählen auch Intermodalverkehre, Verzollung mit entsprechender Zolllagerung und Mehrwertdienstleistungen analog zum eCommerce. 
Sämtliche Dienstleistungen im Bereich Seefracht werden vor allem über die großen nordeuropäischen Seehäfen Hamburg, Rotterdam und Antwerpen abgewickelt. Im Bereich Luftfracht spielen die internationalen Drehkreuze Frankfurt, Amsterdam und Chicago mit eigenen Standorten der Nosta Group in der Abwicklung eine zentrale Rolle. 
Außerdem verfügt das Unternehmen in Deutschland über Niederlassungen in der Nähe weiterer Flughäfen wie Dortmund, Hamburg, Münster-Osnabrück, Stuttgart und Warschau.

#### Nosta Solutions GmbH
Die zuvor an anderer Stelle im Unternehmen gebündelte Expertise zu den Themen Logistikberatung und Supply Chain Consulting wurde Anfang 2023 in die neugegründete Nosta Solutions GmbH überführt. Die Produktgesellschaft sieht sich zudem als „Treiber der Unternehmensentwicklung“ und soll für die gesamte Gruppe Logistik-Innovationen identifizieren und mögliche Kooperationspartner in der Branche akquirieren.

### Internationale Gesellschaften

#### Nosta Logistics B.V. (Niederlande)
Die Nosta Logistics B.V. mit Niederlassungen in Amsterdam, Rotterdam und Venlo ist vor allem in den Bereichen Straßentransport sowie in der See- und Luftfracht tätig (Stand 2024). Hauptsitz der seit 2019 aktiven Gesellschaft ist Rotterdam.

#### Nosta Logistik Sp. z o.o. (Polen)
Die 2014 gegründete Nosta Logistik Sp. z o.o. startete zunächst als Dienstleister für den Transport auf den Straßen. Inzwischen bietet die Gesellschaft an den Standorten Sopot, Warschau und Wroclaw auch Dienstleistungen im Bereich Seefracht und Luftfracht an.

#### Nosta Logistics S.R.L. (Rumänien)
Ende 2023 nahm die Nosta Logistics S.R.L. im rumänischen Cluj-Napoca ihre Arbeit auf. Die Niederlassung wickelt gemeinsam mit der Niederlassung in Bukarest für rumänische und internationale Kundschaft Straßentransporte, Seefracht und Luftfracht ab.

#### Nosta Logistics s.r.o. (Tschechien)
Im Dezember 2024 eröffnete die Nosta Group eine Niederlassung in Prag. Dies war zugleich der Startpunkt für die neu gegründete Landesgesellschaft Nosta Logistics s.r.o, die sich zunächst vor allem auf die Abwicklung von Dienstleistungen im Bereich Seefracht und Luftfracht fokussiert.

## Engagement

### Gesellschaftliches Engagement
Die Nosta Group ist Unterstützer der Initiative Blut transportiert e.V., die sich innerhalb der Logistikbranche im Kampf gegen Leukämie und andere Bluterkrankungen engagiert. CEO Nicolas Gallenkamp ist Gründer der Initiative und sitzt im Vorstand des zugehörigen Vereins. Im Herbst 2023 wurde Nicolas Gallenkamp für sein Engagement mit dem LEO Award der Deutschen Verkehrs-Zeitung (DVZ) in der Kategorie „Unternehmer“ ausgezeichnet.
Als Partner des Zoos Osnabrück beteiligt sich die Nosta Group in jedem Jahr an Sponsoringaktionen und -projekten des Tierparks.
Zudem unterstützt das Unternehmen regelmäßig Projekte zur Verkehrssicherheit sowie Veranstaltungen zur Verkehrserziehung an Kindergärten und Schulen.

### Sport-Sponsoring
Die Nosta Group ist als Teampartner Teil des Sponsorenpools des Fußballvereins VfL Osnabrück. In dieser Funktion ist die Unternehmensgruppe auch an der Aktion „Tante-Gerhild-Gemeinwohltickets“ beteiligt, die sozial benachteiligten Menschen den Zugang zu Heimspielen des Profivereins ermöglicht.
Die Nosta Group ist außerdem im Rang eines Partners Teil des Sponsorenpools des professionellen Basketball-Teams MLP Academics Heidelberg.